# Rosa Llunas Mestres

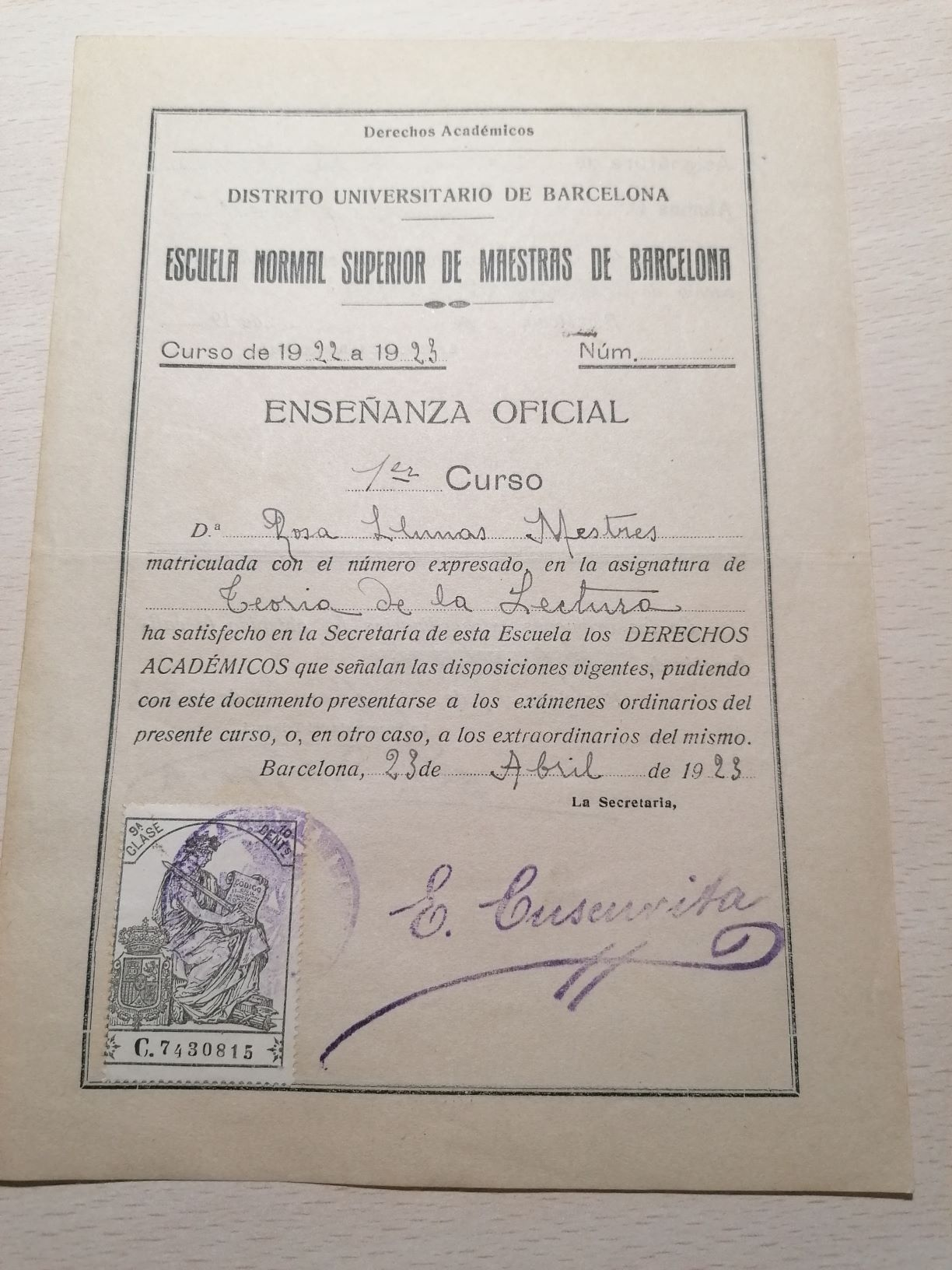
Full de Qualificacions de Rosa Llunas com estudiant de Magisteri de la Universitat de Barcelona. 1923. Fundació Rafael Masó. Fons Narcís Masó- Rosa Llunas

Rosa Llunas Mestres   (Reus, 23 de juliol de 1908 - Girona, 6 de juliol de 1992) va ser una pedagoga catalana, especialitzada en el llenguatge dels sord-muts, que va contribuir amb el seu espòs Narcís Masó Valentí, a la renovació pedagògica del primer terç del segle xx. Els seus inicis professionals varen ser a l'Escola Blanquerna de Barcelona, on va conèixer el que seria el seu marit. Junts varen protagonitzar, el 1935, la fundació de l'Escola de S'Agaró, com experiència de internat privat de pedagogia avançada. Aquest projectes, juntament amb la carrera professional de Rosa Llunas i Narcís Masó, quedarien interromputs definitivament per la Guerra Civil.

## Biografia
Rosa Llunas va néixer a Reus el 23 de juliol de 1908. Era filla de Josep Maria Llunas Español, ebenista de Reus, i de Rosa Mestres Guiot, natural de Montbrió. Rosa era la segona filla del matrimoni tenia una germana gran que es deia Josefina. Gràcies a la generositat de la seva tia, anomenada Josefina Llunas Español va poder cursar els estudis de Magisteri a la Universitat de Barcelona. La seva tia s'havia casat amb Eduard Recasens Mercadé, un ric banquer de Reus, amb casa a Barcelona, Reus, Madrid i París, i que havia estat fundador del Banc de Catalunya i del Banco Exterior de España. Els oncles varen pagar els estudis de Magisteri de Rosa i també l'estada a la Universitat de la Sorbona, de París, per part de la seva cosina, Francesca Llunas Balañà.
Rosa Llunas l'agost de 1922 va presentar la sol·licitud per examinar-se de l'ingrés a la carrera de Magisteri. Es va examinar el setembre del mateix any i va començar la carrera. Tenia 14 anys. Des del carrer Provença de Barcelona, on vivia, va anar cursant totes les assignatures i va obtenir el títol de mestra al cap de quatre anys. Un cop acabada la carrera, amb 18 anys es va especialitzar en el llenguatge dels sordmuts i va esdevenir mestra de nens de les primeres promocions sorgides de l'Escola de sords Vilajoana de Barcelona. Amb aquesta formació va entrar a treballar a l'Escola Blanquerna de Barcelona, on Narcís Masó també exercia de professor. L'ensenyament dels nens sordmuts se serveix en origen en les tècniques d'aprenentatge rítmic musical d'Émile Jaques-Dalcroze, l'obra del qual Narcís Masó havia conegut uns anys abans a Suïssa, on es va formar com a pedagog. Sens dubte aquests interessos compartits havien de ser motiu de sintonia entre el pedagog i Rosa Llunas.
Quan Rosa Llunas va coincidir amb Narcís Masó a l'Escola Blanquerna, aquest, que havia nascut el 1890, ja tenia 36 anys. És a dir que, en aquell moment li doblava l'edat. La diferència de 18 anys entre la parella, no va ser obstacle perquè iniciessin una relació que els va portar al matrimoni uns anys més tard, el 1933.
Narcís Masó tenia un sòlid bagatge professional com a pedagog, amb una biografia accidentada. Havia començat fent de mestre al Col·legi Mont d'Or de Terrassa, i a l'Escola Vallparadís, creada per Alexandre Galí. La dictadura del Primo de Rivera el va apartar de les escoles catalanes i va refugiar-se a Suïssa on aprofità per consolidar els seus coneixements de pedagogia. De retorn a Catalunya, l'any 1924 s'incorporà al projecte de Blanquerna, com a col·laborador principal d'Alexandre Galí, el seu fundador. Allà va coincidir, dos anys més tard amb la jove mestra Rosa Llunas, molt interessada també en l'ensenyament dels infants amb deficiència auditiva.
Narcís i Rosa es varen casar el 27 d'abril de 1933 a l'església de Sant Pere de Terrassa. En el moment del matrimoni el nuvi tenia 43 anys i la núvia 25. La ciutat de Terrassa havia estat important en la carrera professional de Narcís, perquè va ser allà on va començar a exercir de pedagog. Es dona la circumstància que l'església de Sant Pere de Terrassa, conjunt monumental emblemàtic del romànic català, havia estat restaurada, pel que fa a l'interior, pel germà de Narcís, l'arquitecte Rafael Masó Valentí, el 1918.

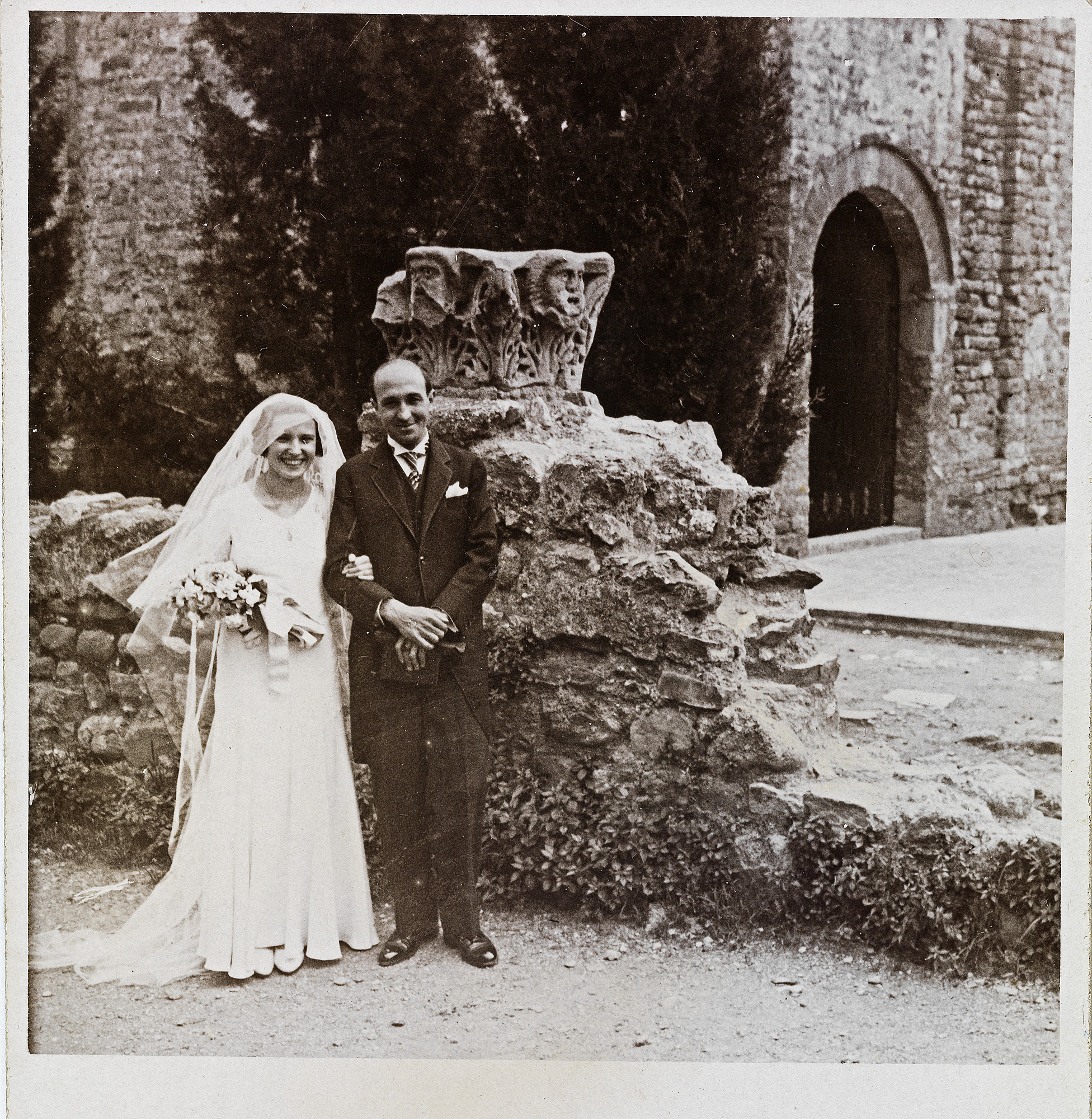
Casament de Rosa Llunas amb Narcís Masó a Sant Pere de Terrassa. 1933. Autor Joan Masó. Fundació Rafael Masó

Recent casats el matrimoni va anar a viure a Barcelona. Van tenir tres fills. A Barcelona, el març de 1934 va néixer la primogènita, Mercè, i més endavant Ricard, que va néixer a Sant Feliu de Guíxols, el 1936 en plena Guerra Civil, quan els seus pares dirigien l'Escola de s'Agaró. Deu anys més tard naixeria el darrer fill, Anton Maria.
L'any 1934, mentre treballaven a l'Escola Blanquerna, Narcís Masó i Rosa Llunas van veure la possibilitat de fundar una escola pròpia, on desenvolupar plenament el seu model d'ensenyament basat en el Mètode Montessori. Per això van començar a treballar en el projecte de pensionat, que finalment s'ubicaria a S'Agaró, adaptant l'antic hotel Monumental, de la platja de Sant Pol, que a partir d'aleshores esdevindria l'Escola de S'Agaró. El projecte es basava en una pedagogia activa i l'estreta convivència dels alumnes amb el cos de professors. Es tractava d'un internat molt exclusiu basat en els corrents pedagògics més moderns i que cercava l'educació integral dels nois i noies. Aquesta s'aconseguia mitjançant el tracte personalitzat, les classes a l'aire lliure i la convivència quotidiana. Entre aquests professors hi trobem també Rosa Llunas, com a mestra d'Educació General, que a més era la representant legal en el projecte perquè posseïa el títol oficial de mestra, al costat del seu cunyat, Estanislau Aragó.
L'experiència va reeixir i després del primer any, el curs 1935-36, amb nou alumnes fills de les famílies benestants de l'entorn, tot estava preparat pel curs següent de 1936-37, amb la matrícula completa. La guerra però, va malbaratar tots aquests plans i va interrompre sobtadament aquella bella iniciativa i la singular carrera pedagògica de Narcís Masó i Rosa Llunas. Tancada l'escola el matrimoni es refugià a l'Hotel Murlà de Sant Feliu de Guíxols, on va néixer el segon fill, Ricard. Allà Narcís Masó va ser empresonat. Alliberat, la parella i els dos fills s'instal·laren al carrer Prim de Granollers, on van fer de mestres durant la guerra, entre el setembre de 1937 i el gener de 1939. Just acabada la guerra van ser depurats i relegats de l'exercici de la seva professió. Van retornar a Girona, primerament al quart pis de la casa de les Ballesteries, i més tard al carrer Calderers núm. 10. El mes de juny del 1946 va néixer el darrer dels fills, Anton Maria. La família va sobreviure amb les classes particulars de Narcís Masó a fills de famílies benestants de la ciutat. També va exercir de dissenyador de interiors i d'altars i retaules que havien estat destruïts per la guerra. Més endavant va donar classes en una Escola d'Aprenents fundada pel bisbat de Girona. Rosa Llunas mai més va exercir de mestra.
Narcís Masó va morir el 1953, a l'edat de 63 anys, la seva vídua, Rosa, en tenia 45. Ella va morir el 6 de juliol de 1992, als 84 anys. És la primera dona de la família Masó amb un títol universitari. La seva carrera professional interrompuda en els primers anys d'exercici per la guerra, va impedir el ple desenvolupament personal i professional d'una dona que s'havia preparat amb esforç per exercir una professió superior.
A la Fundació Rafael Masó es custodia el fons personal i professional de Rosa Llunas i Narcís Masó, cedit pels seus descendents l'octubre de 2020.